# Lakshya PTA
Lakshya PTA — разведывательный беспилотный летательный аппарат (БПЛА) ВВС Индии. Состоит на вооружении с 2000 года. Первый полет состоялся в 1985 году. Разработан Индией совместно с фирмой ADE филиалом компании DRDO, для индийских вооруженных сил.
Используются и в качестве многоразового самолёта-мишени. При посадках используют парашют. В начале мая 2002 года были проведены масштабные испытания модернизированного типа самолета Lakshya с новым двигателем и системой управления.

## ТТХ
- Длина: 2385 мм
- Максимальная скорость: 0,7 Маха
- Диапазон: 150 км (93,2 мили)
- Потолок 9000 м